# Valašská Senice
Valašská Senice (jusqu'en 1924 : Senice ; en allemand : Walachisch Senitz, précédemment : Senitz) est une commune du district de Vsetín, dans la région de Zlín, en Tchéquie. Sa population s'élevait à 436 habitants en 2020.

## Géographie
Valašská Senice est arrosée par la Senice et se trouve à 16 km au sud-est de Vsetín, à 34 km à l'est de Zlín et à 282 km à l'est-sud-est de Prague.
La commune est limitée par Zděchov et Huslenky au nord, par la Slovaquie à l'est et par Francova Lhota au sud et à l'ouest.

## Histoire
La première mention écrite du village date de 1500.